# دينيس بابتيست
دينيس بابتيست (بالإنجليزية: Denys Baptiste)‏ هو عازف جاز وملحن بريطاني، ولد في 1969 في لندن في المملكة المتحدة.

## وصلات خارجية
- دينيس بابتيست على موقع ميوزك برينز (الإنجليزية)
- دينيس بابتيست على موقع أول ميوزيك (الإنجليزية)
- دينيس بابتيست على موقع ديسكوغز (الإنجليزية)